# ذي ابينغتونس (كامبريدجشير)
ذی ابينغتونس (كامبريدجشير) (بالإنجليزية: The Abingtons, Cambridgeshire)‏ هي قرية تقع في المملكة المتحدة في إنجلترا. يقدر عدد سكانها بـ 1,383 نسمة .